# St. Clair (Pensilvânia)
St. Clair é um distrito localizado no estado americano de Pensilvânia, no Condado de Schuylkill.

## Demografia
Segundo o censo americano de 2000, a sua população era de 3254 habitantes.

## Geografia
De acordo com o United States Census Bureau tem uma área de
3,2 km², dos quais 3,2 km² cobertos por terra e 0,0 km² cobertos por água.

## Localidades na vizinhança
O diagrama seguinte representa as localidades num raio de 8 km ao redor de St. Clair.